# Tomoya Uchida
Pour les articles homonymes, voir Uchida.
Tomoya Uchida (内田 智也, Uchida Tomoya) est un footballeur japonais né le 10 juillet 1983. Il évolue au poste de milieu offensif.

## Biographie
Uchida Tomoya commence sa carrière professionnelle au Yokohama FC. En 2008, il est prêté, puis transféré à l'Omiya Ardija.
En 2011, il rejoint les rangs du Ventforet Kofu, avant de retourner au Yokohama FC en 2012.

## Palmarès
- Champion de J-League 2 en 2006 avec le Yokohama FC